# رجل المحيط
«رجل المحيط» (بالإنجليزية: Ocean Man)‏ أغنية لفرقة الروك الأمريكية «وين»، صدرت سنة 1997 كثاني أغنية منفردة من ألبوم الاستوديو الخامس للفرقة «ذا مولاسك». وصدرت أيضا يوم 24 يونيو 1997 كالوجه الثاني للأغنية المنفردة السابقة «شفتان مشوهتان». تعتبر من أكثر أغاني «وين» شهرة لاستعمالها في عدة إشهارات وظهورها كموسيقى تصويرية في عدة أفلام، أبرزها «فيلم سبونج بوب سكوير بانتس». قامت الفرقة بأداء الأغنية مباشرة في مناسبات مختلفة مثل «مباشرة في شيكاغو» و «مباشرة في ستاب».

## التأليف
«رجل المحيط» أغنية روك بديل كتبت بسلم مي كبير، وسرعة إيقاعها هي 123 في الدقيقية. باستثناء العبارات متعددة المعاني فإن للأغنية طابعا مرحا ساحليا معاكسا لطابع باقي الأغاني من ألبوم «ذا مولاسك». تتضمن الأغنية التي سجل الغناء فيها بفلتر عزفا متكررا بآلة المندولين، إيقاع طبول «باور بوب»، وسولو غيتار كهربائي أداه «دين وين».

## في وسائط أخرى
ظهرت الأغنية في شارة النهاية «فيلم سبونج بوب سكوير بانتس»، وسمعت أيضا في إشهار لهوندا سيفيك ستة 2003.

## الإستقبال
أشارت أول ميوزيك إلى هذه الأغنية بأنها مثال على أن أغاني «وين» التي تتضمن نكتا وأغانيها الساخرة فريدة من نوعها وأكثر غنى من أغاني «الروك البديل» التي زامنتها.

## قائمة الأغاني
- سي دي الأغنية المنفردة التسويقية — PRCD-9858-2 — لشركة «تسجيلات إليكترا»[3]

| #  | عنوان        | المدة |
| -- | ------------ | ----- |
| 1. | "رجل المحيط" | 2:07  |

## في الثقافة العامة
في أواخر 2015 وأوائل 2016 أصبحت «رجل المحيط» ميما على الأنترنيت. وبعد استعمالها في المشهد الأخير من «فيلم سبونج بوب سكوير بانتس» بدأت تستعمل في فيديوهات الريمكس على مواقع وتطبيقات لمشاركة الفيديوهات مثل «آي فاني»، «فاين»، و «يوتوب». وقد ساعد الفرقة تحول الأغنية إلى ميم على جمع المزيد من المستمعين لتصبح «رجل المحيط» أكثر أغاني الفرقة استماعا على «سبوتيفاي».